# Celebrity Equinox
La Celebrity Equinox è la seconda delle cinque navi di classe Solstice della Celebrity Cruises, costruita presso i cantieri Meyer Werft in Germania.

## Storia
Il 31 luglio 2009 la nave ha compiuto il suo viaggio inaugurale, di otto notti, partendo da Southampton. L'8 agosto 2009, fece una crociera in Europa occidentale, che è stato originariamente concepito come il viaggio inaugurale, a causa della consegna anticipata dal cantiere.

## Caratteristiche
La nave dispone di un eccezionale giardino d'erba fresca nel Lawn Club. Il prato, essendo “vero”, ha bisogno di una manutenzione regolare. Oltre al ristorante principale, che si sviluppa su due ponti, ci sono nove punti di ristoro alternativi, tra cui quattro ristoranti tipici. I passeggeri possono cenare in 6 ristoranti.

## Collegamenti esterni

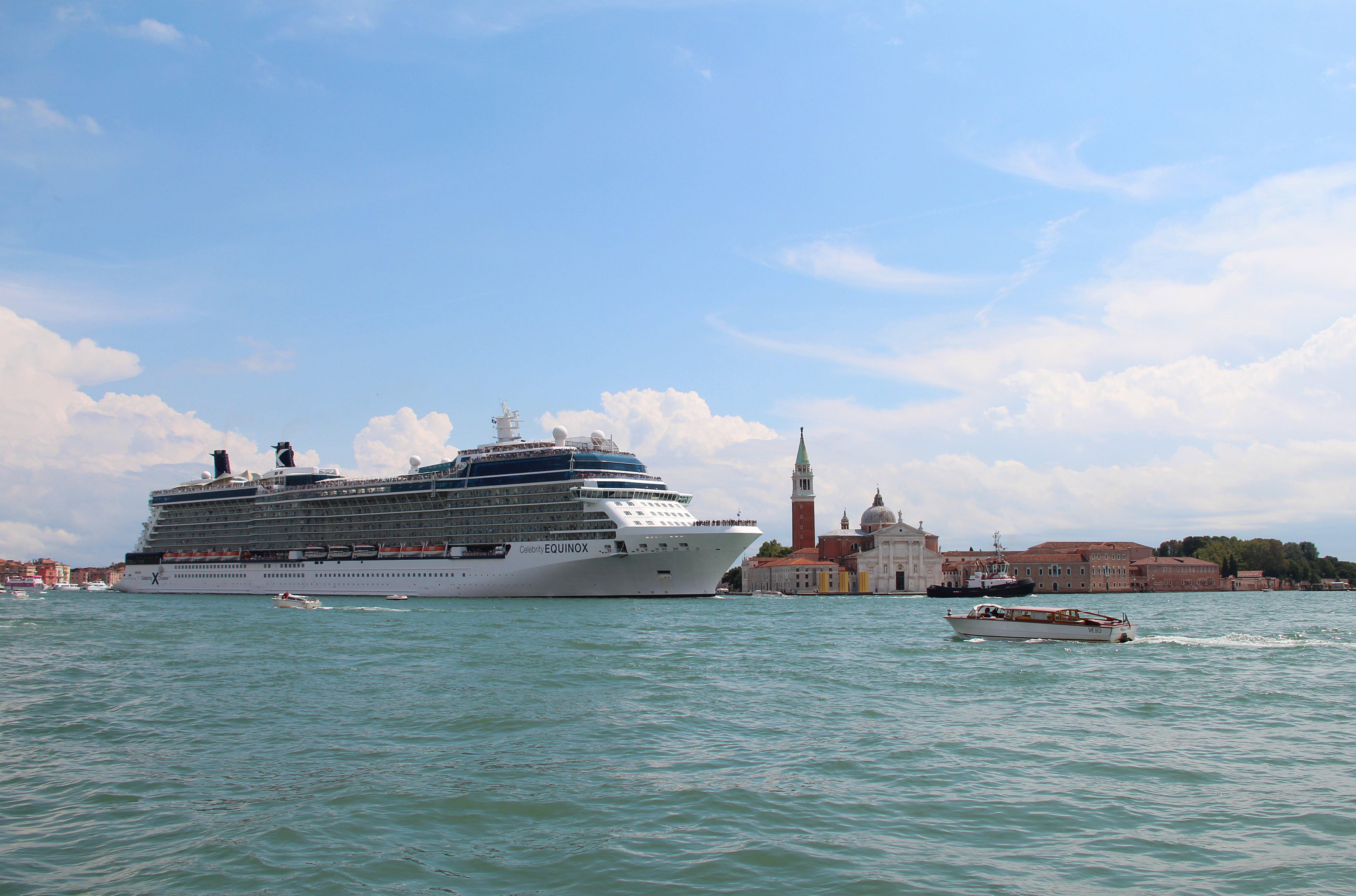
Il Celebrity Equinox naviga nel Bacino di San Marco al largo dell'isola di San Giorgio Maggiore.

## Navi gemelle
- Celebrity Solstice
- Celebrity Eclipse
- Celebrity SIlhouette
- Celebrity Reflection